# Liste der Bodendenkmäler in Veitsbronn
Auf dieser Seite sind die Bodendenkmäler in der mittelfränkischen Gemeinde Veitsbronn zusammengestellt. Diese Tabelle ist eine Teilliste der Liste der Bodendenkmäler in Bayern. Grundlage ist die Bayerische Denkmalliste, die auf Basis des Bayerischen Denkmalschutzgesetzes vom 1. Oktober 1973 erstmals erstellt wurde und seither durch das Bayerische Landesamt für Denkmalpflege geführt wird. Die folgenden Angaben ersetzen nicht die rechtsverbindliche Auskunft der Denkmalschutzbehörde.

## Bodendenkmäler der Gemeinde Veitsbronn
| Lage                  | Objekt | Akten-Nr.     | Bild |
| --------------------- | --- | ------------- | ---- |
| Veitsbronn (Standort) | Freilandstation des Mesolithikums. | D-5-6431-0123 |      |
| Veitsbronn (Standort) | Mittelalterliche und frühneuzeitliche Befunde im Bereich der Evangelisch-Lutherischen Pfarrkirche St. Veit in Veitsbronn einschließlich umfriedetem Kirchhof mit Körpergräbern. Siehe auch: St. Veit (Veitsbronn) | D-5-6431-0124 |      |